# Focke-Wulf Fw 200 Condor

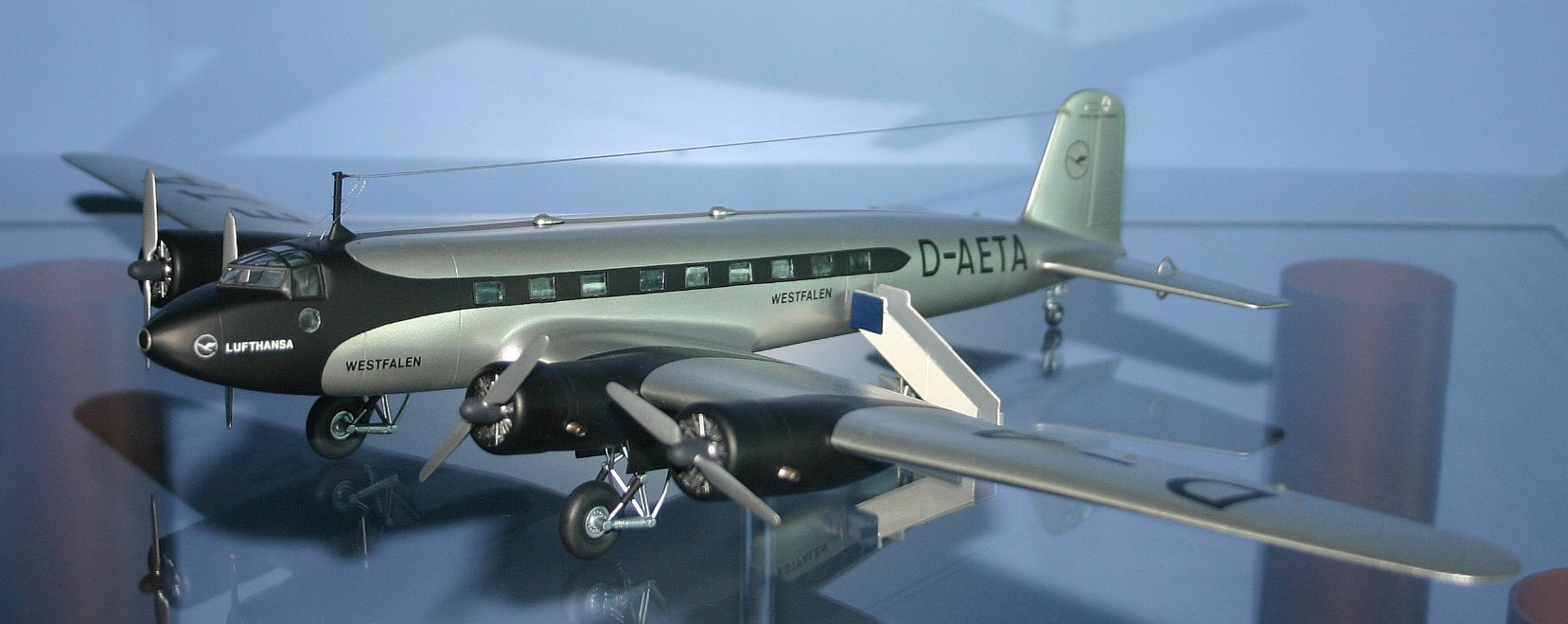
Focke-Wulf Fw 200 Condor (modell).

Focke-Wulf Fw 200 Condor var ett tyskt flygplan tillverkat av Focke-Wulf. Flygplanet konstruerades av Kurt Tank för Lufthansa som ett passagerarplan för långa distanser, och det flög också i denna form under 1937. 
Från början var Fw-200 utrustad med fyra stycken 652 kW:s Pratt & Whitney motorer. Prototypen (med beteckningen S-1) gjorde ett antal rekordflygningar under andra halvan av 1938, bland annat Alfred Henkes nonstopflygning till New York på 24 timmar och 56 minuter.
När andra världskriget bröt ut användes några av dessa för flygtransport av olika dignitärer, bland annat Adolf Hitler. De flesta av de maskiner som byggdes utrustades och användes som långdistansspaningsbombare. De antingen anföll de upptäckta allierade fartygskonvojerna eller meddelade tyska ubåtsvapnet var konvojerna befann sig.